# Objaw Knutssona
Objaw Knutssona (ang. Knutsson's sign) – objaw występujący w chorobie Scheuermanna, polegający na wystawaniu krawędzi trzonów kręgów do przodu.